# Parisididae
Parisididae é uma família de corais da ordem Scleralcyonacea. Inclui apenas o gênero Parisis.